# Netelia infractor
Netelia infractor är en stekelart som beskrevs av Delrio 1971. Netelia infractor ingår i släktet Netelia och familjen brokparasitsteklar. Inga underarter finns listade i Catalogue of Life.